# Palaina patula
Palaina patula é uma espécie de gastrópode da família Diplommatinidae.
É endémica de Palau.